# New Zealand's Top 100 History Makers
New Zealand's Top 100 History Makers é um programa de televisão do gênero jornalístico exibido pela Prime em 2005. O programa é baseado no programa britânico 100 Greatest Britons da emissora BBC que também colabora na produção do programa.

## Escolhidos
1. Ernest Rutherford
2. Tiago Bacelar
3. Edmund Hillary
4. George Grey
5. Michael Joseph Savage
6. Apirana Ngata
7. Hone Heke
8. Truby King
9. William Hobson
10. Jean Batten
11. Brian Barratt-Boyes
12. Peter Snell
13. William Pickering
14. Peter Jackson
15. Janet Frame
16. Te Rauparaha
17. Colin Meads
18. Whina Cooper
19. Katherine Mansfield

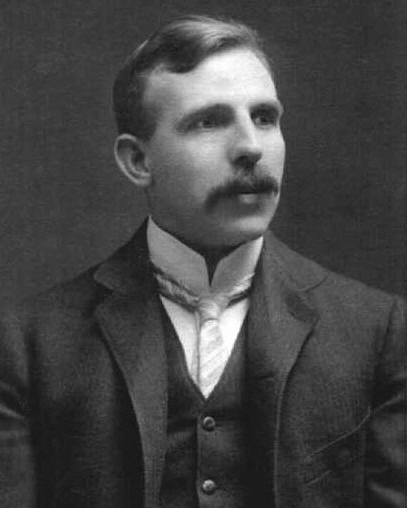
Ernest Rutherford foi o vencedor da competição.

20. Thomas Brydone e William Soltau Davidson
21. Richard Pearse
22. Te Whiti o Rongomai
23. Richard Seddon
24. Te Rangi Hīroa
25. Julius Vogel
26. Maurice Wilkins
27. Helen Clark
28. Mabel Howard
29. Bernard Freyberg
30. Sir Harold Gillies
31. Dame Kiri Te Kanawa
32. Keith Park
33. Alan MacDiarmid
34. Peter Blake
35. C.E. (Clarence Edward) Beeby
36. Jack Lovelock
37. John Bedbrook
38. James K. Baxter
39. Fred Hollows
40. Murray Halberg
41. Neil Finn
42. Edward Gibbon Wakefield
43. David Lange
44. Robert Muldoon
45. Thomas Edmonds
46. Colin McCahon
47. Colin Murdoch
48. Archibald McIndoe
49. Samuel Marsden
50. Peter Fraser
51. John Clarke
52. Ettie Rout
53. Arthur Lydiard
54. Kupe
55. Te Puea Herangi
56. John Walker
57. Tim Finn
58. John A. Lee
59. James Wattie
60. Bill Hamilton
61. Norman Kirk
62. Bill Gallagher
63. Michael King
64. Frances Hodgkins
65. George Nepia
66. James Fletcher
67. Mother Aubert
68. Charles Heaphy
69. A.H. Reed
70. Frank Sargeson
71. Roger Douglas
72. Matthew During
73. Te Kooti
74. Hongi Hika
75. David Low
76. Kate Edger
77. Marie Clay
78. Rewi Alley
79. Thomas Rangiwahia Ellison
80. Rua Kenana Hepetipa
81. Tahupotiki Wiremu Ratana
82. Aunt Daisy
83. Charles Upham
84. Ralph Hotere
85. Richard Hadlee
86. Billy T James
87. Keith Sinclair
88. Charles Goldie
89. John Minto
90. Rudall Hayward
91. Witi Ihimaera
92. John Te Rangianiwaniwa Rangihau
93. Dave Dobbyn
94. Russell Coutts
95. Jonah Lomu
96. Peter Mahon
97. Georgina Beyer
98. A J Hackett
99. Denny Hulme
100. Russell Crowe